# Liste der Monuments historiques in Saint-André-de-Corcy
Die Liste der Monuments historiques in Saint-André-de-Corcy führt die Monuments historiques in der französischen Gemeinde Saint-André-de-Corcy auf.

## Liste der Bauwerke
| Bezeichnung | Beschreibung    | Standort               | Kennzeichnung | Schutzstatus | Datum | Bild           |
| ----------- | --------------- | ---------------------- | ------------- | ------------ | ----- | -------------- |
| Motte       | 11. Jahrhundert | Rue de la Poype (Lage) | PA00116604    | Inscrit      | 1989  | weitere Bilder |

## Liste der Objekte
- Monuments historiques (Objekte) in Saint-André-de-Corcy in der Base Palissy des französischen Kultusministeriums